# Suore domenicane di Maria
Le Suore Domenicane di Maria (in spagnolo Hermanas Dominicas de María) sono un istituto religioso femminile di diritto pontificio.

## Storia
La congregazione fu fondata nel 1949 presso il santuario di Atotonilco da María Almaguer Soto: la fondatrice aveva abbracciato la vita religiosa tra le suore domenicane di San Miguel de Allende e, su richiesta del sacerdote José Mercadillo, terziario domenicano, fu scelta per iniziare alla vita religiosa una comunità femminile che si era riunita per prestare assistenza nella casa di esercizi annessa al santuario di Atotonilco.
María Almaguer Soto, terminata la sua missione, rimase nella nuova comunità e le religiose presero il nome di "Suore della Santa scuola di Maria".
La congregazione fu affiliata all'ordine dei frati predicatori il 3 maggio 1972.

## Attività e diffusione
Le suore si dedicano al lavoro domestico nei seminari.
La sede generalizia è a San Miguel de Allende.
Alla fine del 2015 l'istituto contava 118 religiose in 20 case.